# Eugenia quadrijuga
Eugenia quadrijuga är en myrtenväxtart som beskrevs av Mcvaugh. Eugenia quadrijuga ingår i släktet Eugenia och familjen myrtenväxter. Inga underarter finns listade i Catalogue of Life.